# John Turtle Wood
John Turtle Wood (13 febbraio 1821 – 25 marzo 1890) è stato un archeologo britannico.

## Biografia
John Turtle Wood ha una formazione in architettura. Viene assunto nel 1858 come impiegato presso la compagnia ferroviaria ottomana. Dal 1863 al 1874, assume l'incarico affidatogli dal British Museum di compiere degli scavi nel sito archeologico della città di Efeso. Durante tale attività, porta alla luce il tempio di Artemide.